# 伊莫拉
伊莫拉（義大利語：Imola）位于意大利中北部桑泰尔诺河畔，是艾米利亚-罗马涅大区博洛尼亚省的一个镇，安佐與迪諾·法拉利賽道和圣马力诺大奖赛即位于此。

## 歷史
伊莫拉是在公元前82年由蘇拉創立，當時是一個農業和貿易中心，並以陶藝著稱。後來到了公元7世紀，倫巴底人把此城稱作「Imola」。在哥特戰爭後，伊莫拉曾一度被拜占庭帝國統治過。後來歸入教皇國一部分。
1860年被併入意大利王國一部分。此後該城開始出現一些工業。在1920年代，舉行了首屆的賽車比賽。

## 經濟
傳統上伊莫拉以陶藝著稱，現代則以瓷磚工業聞名。

## 體育
安佐與迪諾·法拉利賽道，為意大利舉行世界級賽車錦標賽的賽場。

## 名人
- 斯蒂法諾·多梅尼卡利：汽車工程師，曾任職法拉利車隊。

## 友好城市
- 普拉 2001年
- 法國热讷维利耶 2002年
- 德国魏恩海姆 2003年
- 英国科尔切斯特 2005年

## 圖片

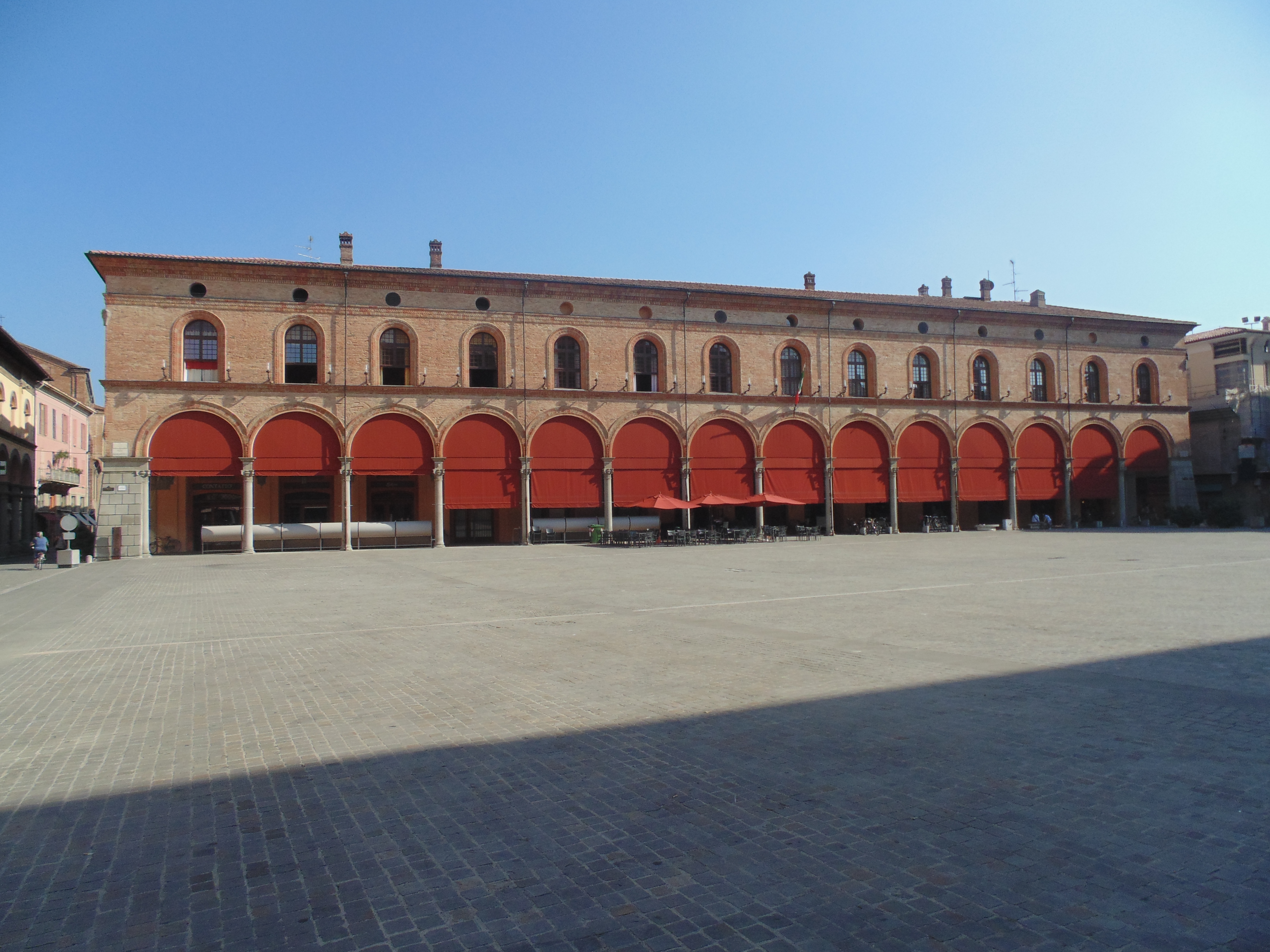
市內的廣場
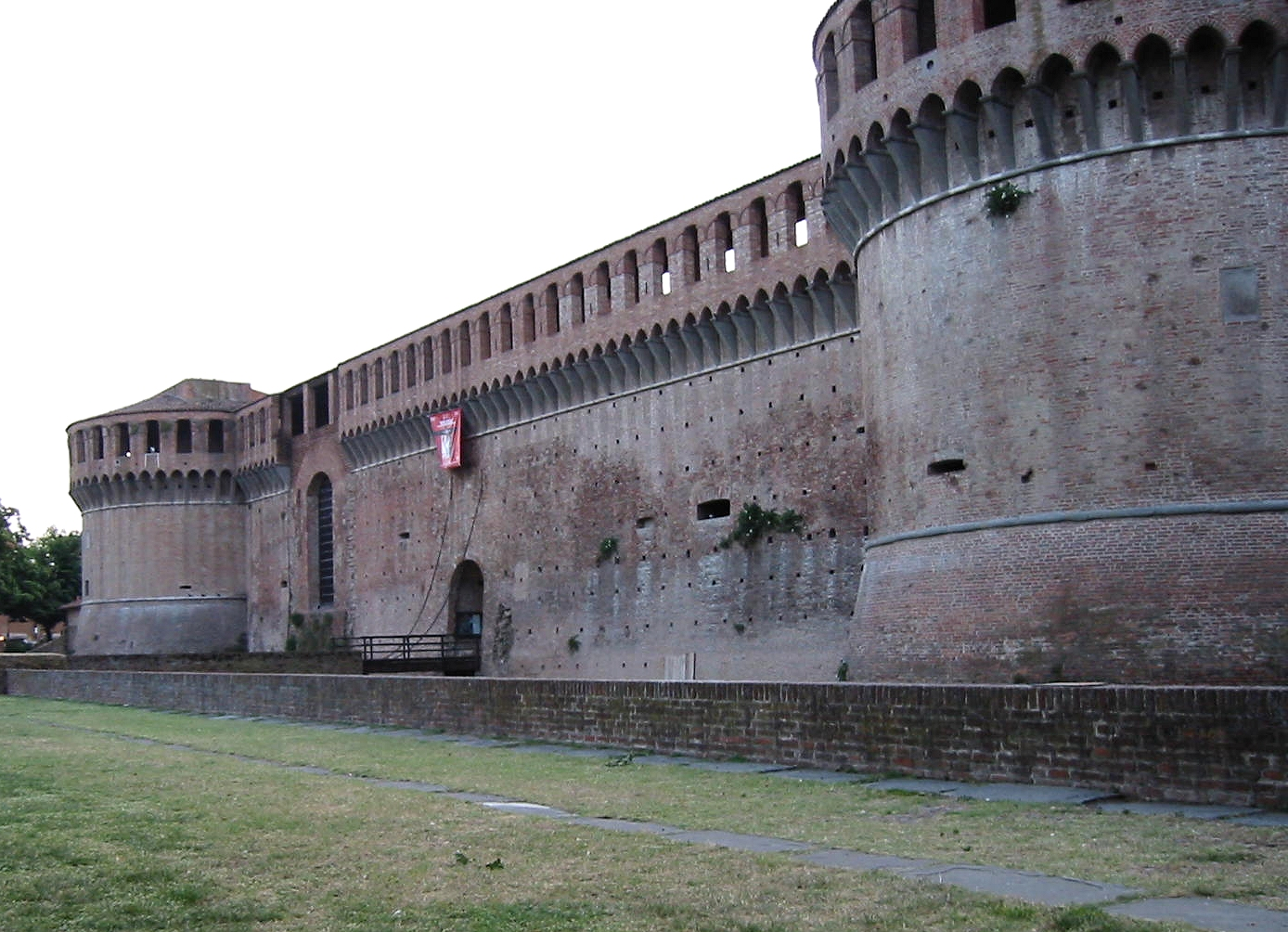
古堡
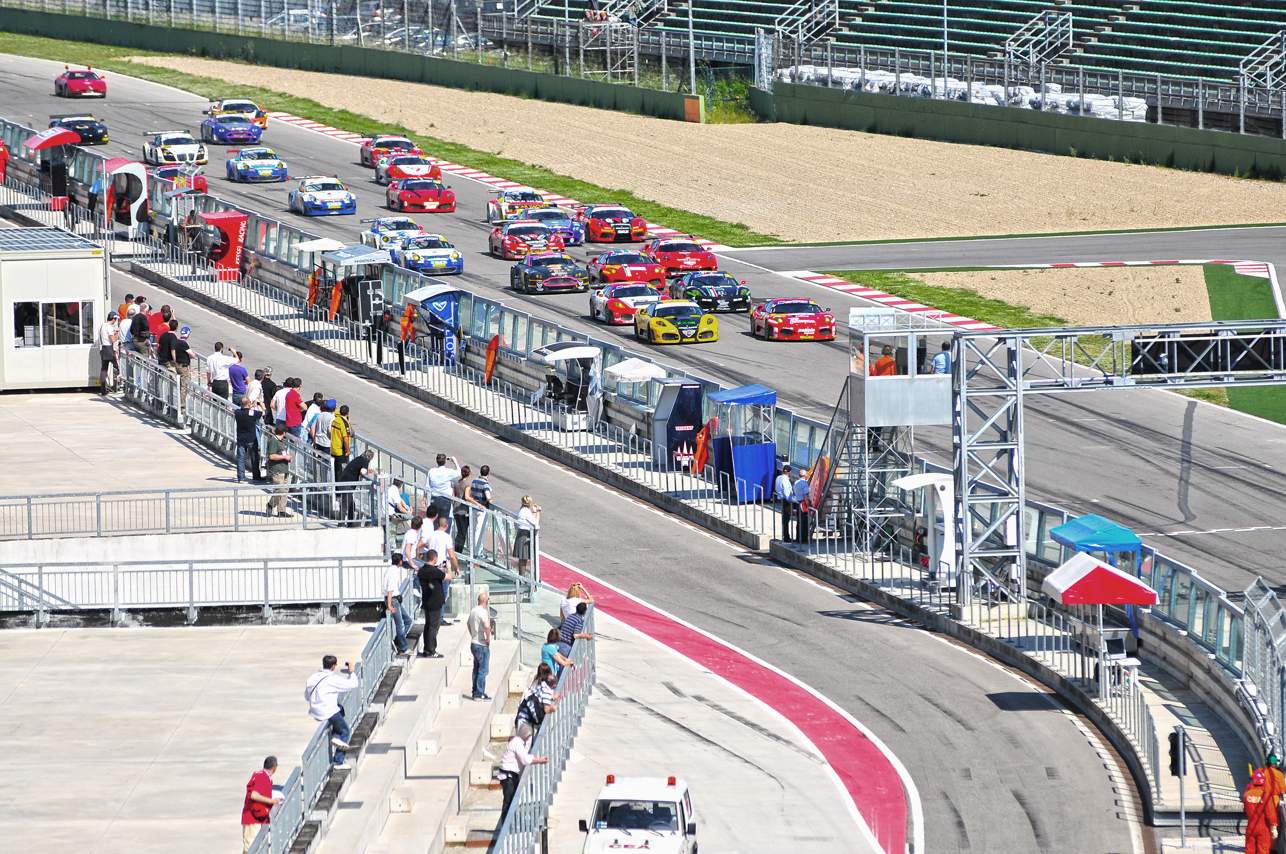
在法拉利賽道上比賽